# Altiplà andí

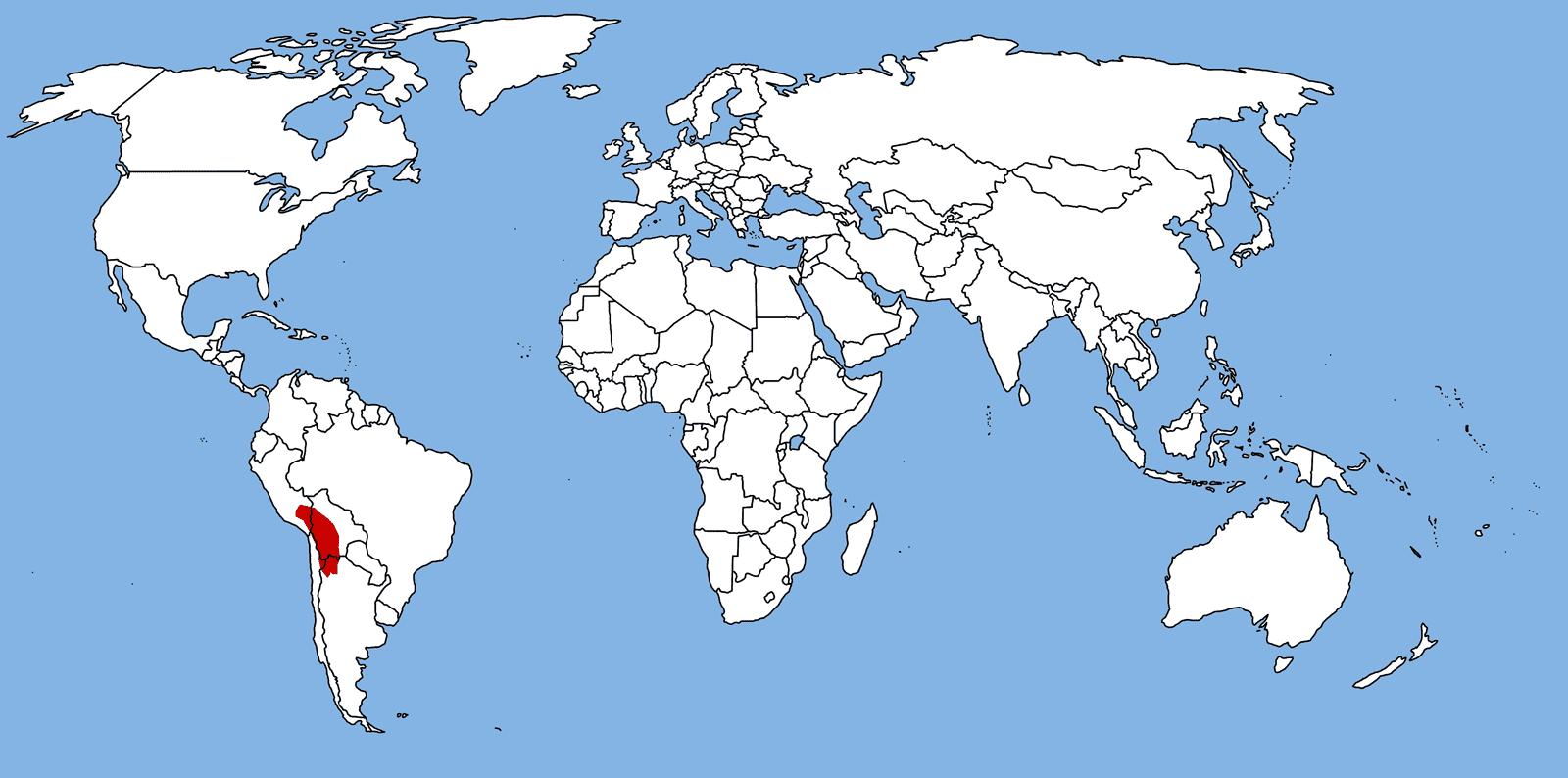
Situació de l'altiplà andí al continent americà

L'Altiplà andí, o senzillament l'Altiplà (en castellà El Altiplano, per "alta plana", Collao (quítxua i aimara: Qullaw, que significa "lloc de la Kolla"), és una regió natural única de l'Amèrica del Sud, formada per una planura per sobre dels 3.000 metres respecte al nivell del mar. Situada a la regió andina, comprèn el nord de Xile, part de Bolívia, el centre i el sud del Perú i el nord-oest de l'Argentina. La seva major extensió es troba repartida entre el Perú i Bolívia i es tracta d'un lloc estratègic per a les comunicacions, ja des de temps remots, com ho van ser els Camins de l'Inca, de l'antic Perú. Aquesta regió també és coneguda com la Puna.
El clima de l'Altiplà, propi de les grans altituds, és hostil i dificulta l'habitabilitat. És de natural molt sec a l'hivern, i molt humit i plujós a l'estiu.
L'altiplà acull diverses ciutats de Bolívia, Xile i el Perú, com ara El Alto, La Paz, Oruro i Puno. L'altiplà nord-est és més humit que la zona sud-oest. Aquesta darrera zona té diversos llacs secs, o salines, per la seva aridesa. A la frontera entre Bolívia i Perú es troba el llac Titicaca, el llac més gran d'Amèrica del Sud. Al sud de Bolívia hi havia el llac Poopó, que va ser declarat sec i desaparegut des del desembre de 2015. No és clar si aquest segon llac més gran de Bolívia es pot revitalitzar.
L'Altiplà va ser el lloc de diverses cultures precolombines, com ara la Chiripa, Tiwanaku i l'Imperi Inca. Espanya va conquerir la regió al segle XVI.
Les principals activitats econòmiques de l'Altiplà inclouen la mineria, la ramaderia de llames i vicunyes i els serveis a les ciutats. Hi ha una mica de turisme internacional.

## Geografia
L'Altiplà és una zona de drenatge interior (endorreisme) que es troba als Andes centrals, ocupant parts del nord de Xile, l'oest de Bolívia, el sud del Perú i el nord-oest de l'Argentina. La seva alçada mitjana és d'uns 3.750 metres, lleugerament inferior a la de l'altiplà tibetà. A diferència de les condicions del Tibet, l'Altiplà està dominat per volcans actius de la Zona Volcànica Central a l'oest, com Ampato (6288 m), Tutupaca (5816 m), Parinacota (6348 m), Guallatiri (6071 m), Paruma (5.728 m), Uturuncu (6.008 m) i Licancabur (5.916 m), i la Cordillera Real al nord-est amb Illampu (6.368 m), Huayna Potosí (6.088 m), Ancohuma (6.427 m) i Illimani (6.438 m). El Desert d'Atacama, una de les zones més seques del planeta, es troba al sud-oest de l'Altiplà; a l'est es troba la selva amazònica humida.
L'Altiplano és conegut per l'aire hipòxic causat per elevacions molt elevades. Les comunitats que habiten l'Altiplà inclouen Qulla, Uros, Quítxues i Aimares.

## Clima

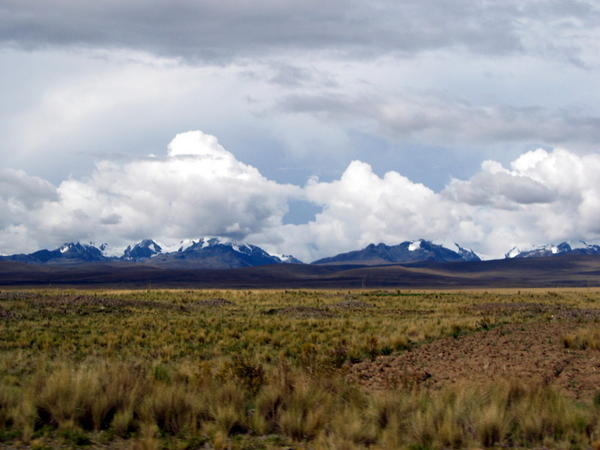
L'Altiplà bolivià a uns 4.250 m (14.000 peus). Al fons s'alcen els cims nevats de la Cordillera Real.

El terme Altiplano s'utilitza de vegades per identificar la zona d'altitud i el tipus de clima que hi predomina: és més fred que el de la tierra fría però no tan fred com el de la tierra helada. Els científics classifiquen aquest últim com que comença a una altitud d'aproximadament 4.500 metres (o uns 15.000 peus). Els noms alternatius fets servir en lloc d’altiplano en aquest context inclouen puna i páramos.

En general el clima és fresc i humit a semiàrid i fins i tot àrid, amb temperatures mitjanes anuals que varien entre 3 °C prop de la serralada occidental fins a 12 °C prop del llac Titicaca; i pluviometria total anual que oscil·la entre menys de 200 mm al sud-oest a més de 800 mm a prop i sobre el llac Titicaca. El cicle diürn de la temperatura és molt ampli, amb temperatures màximes de l'ordre de 12 a 24 °C i el mínim de l'ordre de −20 a 10 °C.
Les temperatures més fredes es donen a la part sud-oest de l'Altiplà durant els mesos d'hivern de juny i juliol. El cicle estacional de les pluges és marcat, amb l'època de pluges concentrada entre desembre i març. La resta de l'any acostuma a ser molt sec, fresc, ventós i assolellat. Les nevades poden ocórrer entre abril i setembre, sobretot al nord, però no són molt freqüents (entre una i cinc vegades l'any).

## Morfologia

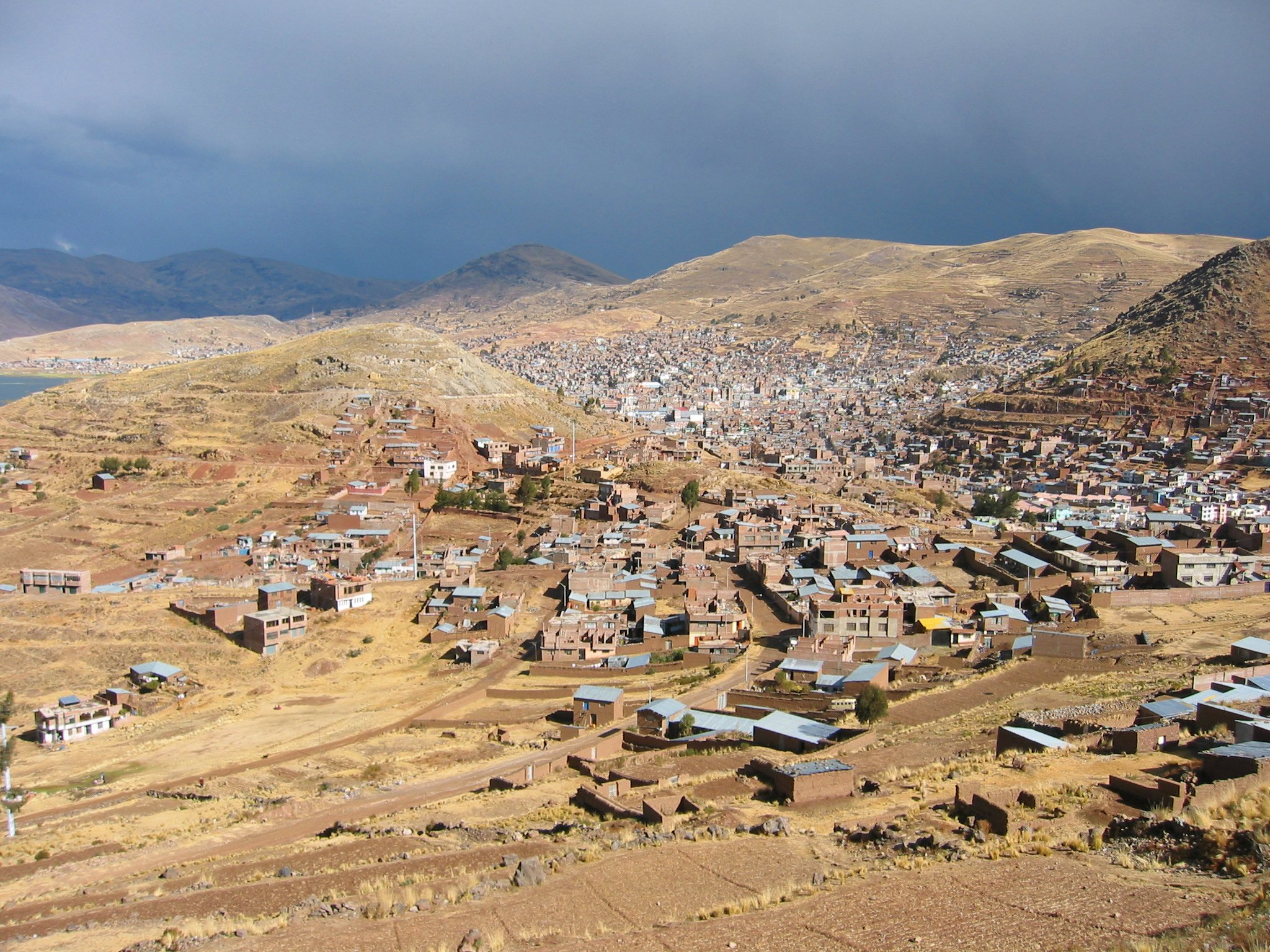
Puno, al Perú, una de les ciutats més grans de l'altiplà andí

L'Altiplà Andí es defineix com una zona plana, situada a una gran altitud. Es tracta d'una sèrie de conques tancades per altes serralades, totes amb una alçada superior als 3.000 metres sobre el nivell del mar.
A partir del llac Titicaca, la serralada dels Andes es va eixamplant progressivament cap al sud i deixa unes llargues planícies entre les diferents serres que la formen. Aquestes planures és el que s'anomena l'Altiplà o la Puna. El nom de Puna també es refereix a les serralades situades als Andes a certa altura.
El nom s'acostuma a utilitzar juntament amb el gentilici de l'estat o la regió que l'inclou: Altiplà Peruà, Altiplà Bolivià, etc.

## Flora i fauna
La flora d'aquesta regió és estepària i es caracteritza per les plantes de fulles de reduïda superfície, evitant la pèrdua excessiva d'aigua. En algunes espècies, les fulles s'han transformat en espines, posseeixen una cutícula gruixuda, i el seu color groguenc els dona una aparença de plantes seques. Protegides del vent i del fred per mates de pastura, creixen algunes plantes amb flors. També hi ha arbustos nans de profundes arrels.
En l'altiplà existeixen moltes espècies vegetals, però hi ha algunes que desperten major interès en els pobladors locals, ja que són utilitzades com a combustible o forma part de la seva dieta diària. Entre elles tenim la tola, la yareta, el ichu. Aquestes plantes tenen molta importància per a l'home peruà andí, ja que permeten protegir el sòl i les pastures. També són usades en l'agricultura, per emmagatzemar llavors de patata; en la ramaderia, per alimentar als animals camèlids; en la construcció, per aferrar el sostre, i en artesania, per fer cordes, estores, matalassos, barrets i escombres.
Cadascuna d'elles té importància per a l'home andí peruà, no obstant això, el ichu és important perquè actua com a protector de sòls, per a evitar l'avanç dels xaragalls ocasionats per les pluges i el vent, i protegeix les pastures de menor grandària. En l'agricultura s'usa per a emmagatzemar papes, per a elaborar la tunta i el chuño. En ramaderia, s'utilitza com a aliment de camèlids. En l'habitatge, és útil per a amarrar els tijerales del sostre de les cases. En artesania, s'aplica en l'elaboració de sogues, catifes per al pis, per al matalàs del llit, per a confecció de barrets i escombres. A més de l'anterior, trobem: la quinua roy i el charqui.

### Flora
1. Añawaya

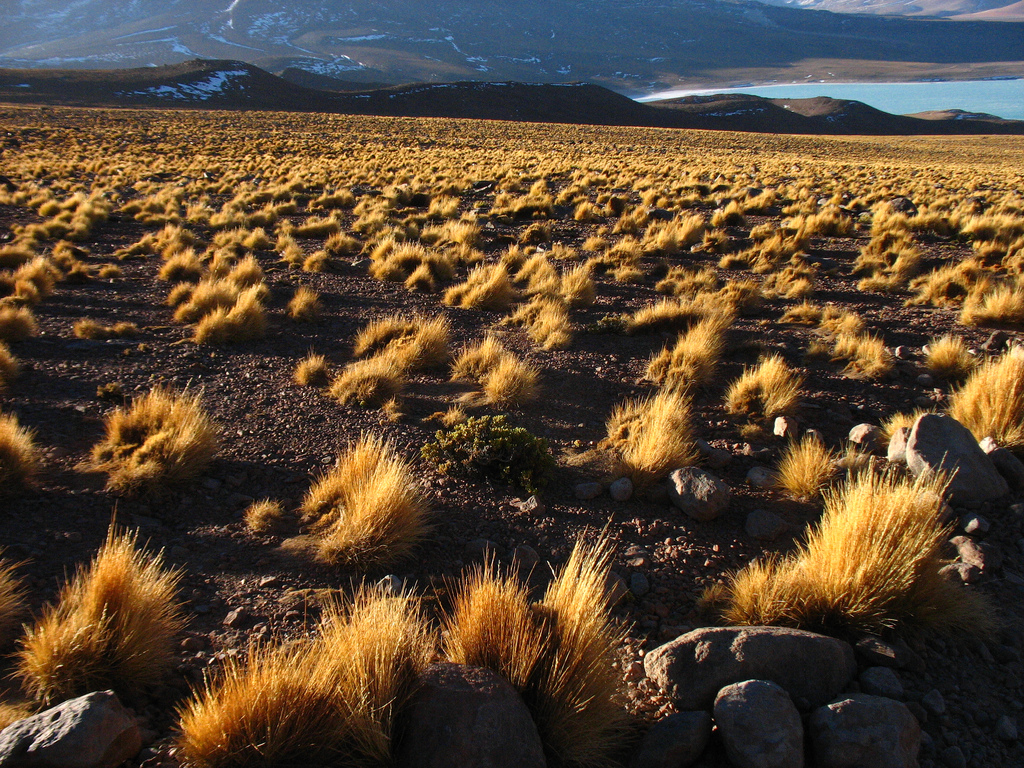
Pajonal.

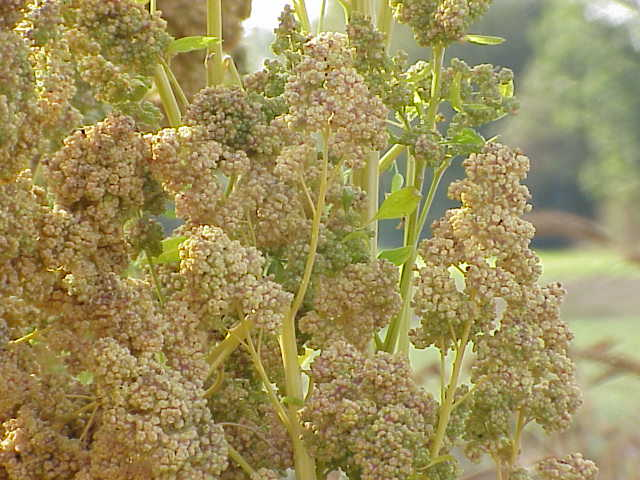
Quinua.

- Nom científic: Adesmia spinosissima Meyen ex Vogel família Fabaceae
- Dimensions:	altura	3 dm, diàmetre	5 dm
- Fullatge: 5 dm llarg
- Ambient: altiplà sec. Sòl rocós, sec, pedregós. Separades una cada metre aproximadament

2. Blat Gra
- Nom científic: Triticum aestivum L. Família Poaceae
- Dimensions:	altura	5 dm, diàmetre	3 c

Ambient: altiplà. Sòl sec prèviament abonat. Separació de cultiu de parcel·les	
3. Palla brava
- Nom científic: Jarava ichu Ruiz & José Antonio Pavón. Família: Poaceae
- Dimensions:	altura	5 dm, diàmetre	4 dm
- Ambient: altiplà, sòl àrid, pedregós, arenós

4. Quinua
- Nom científic: Chenopodium quinoa Carl Ludwig Willdenow. família: chenopodiaceae
- Dimensions:	altura	5 dm, diàmetre	2 dm
- Ambient: altiplà

### Fauna
1. Quirquincho

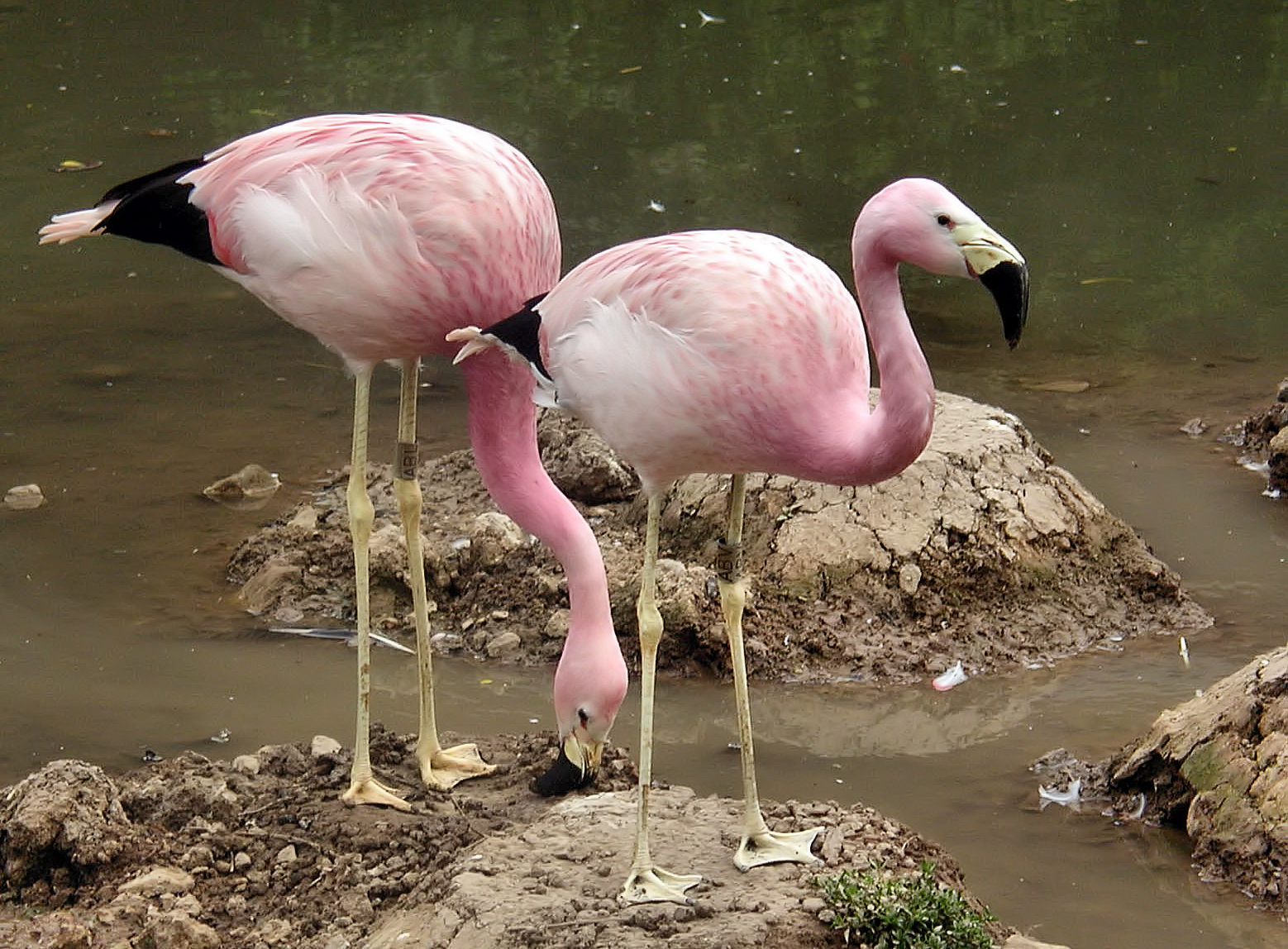
Flamenc andí.

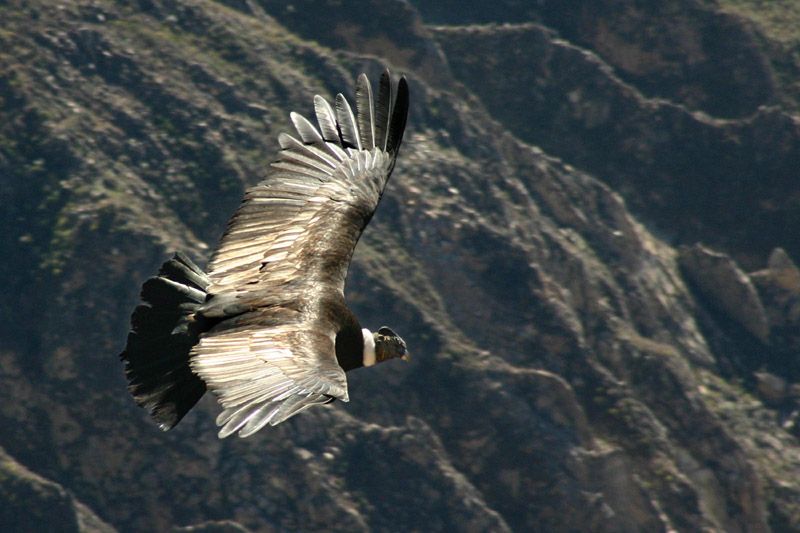
Còndor sobrevolant el Canyó del Colca (el Perú).

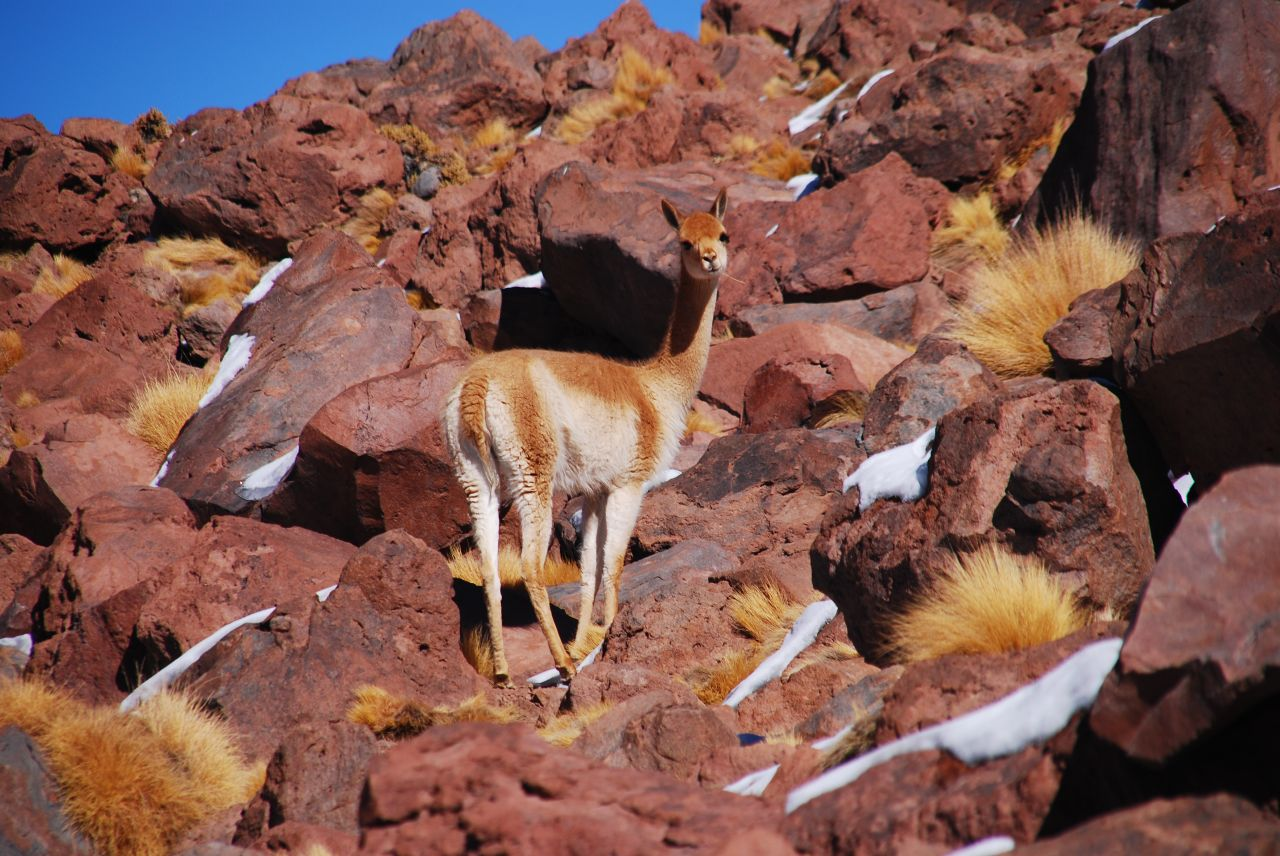
Vicunya en el nord de Xile.

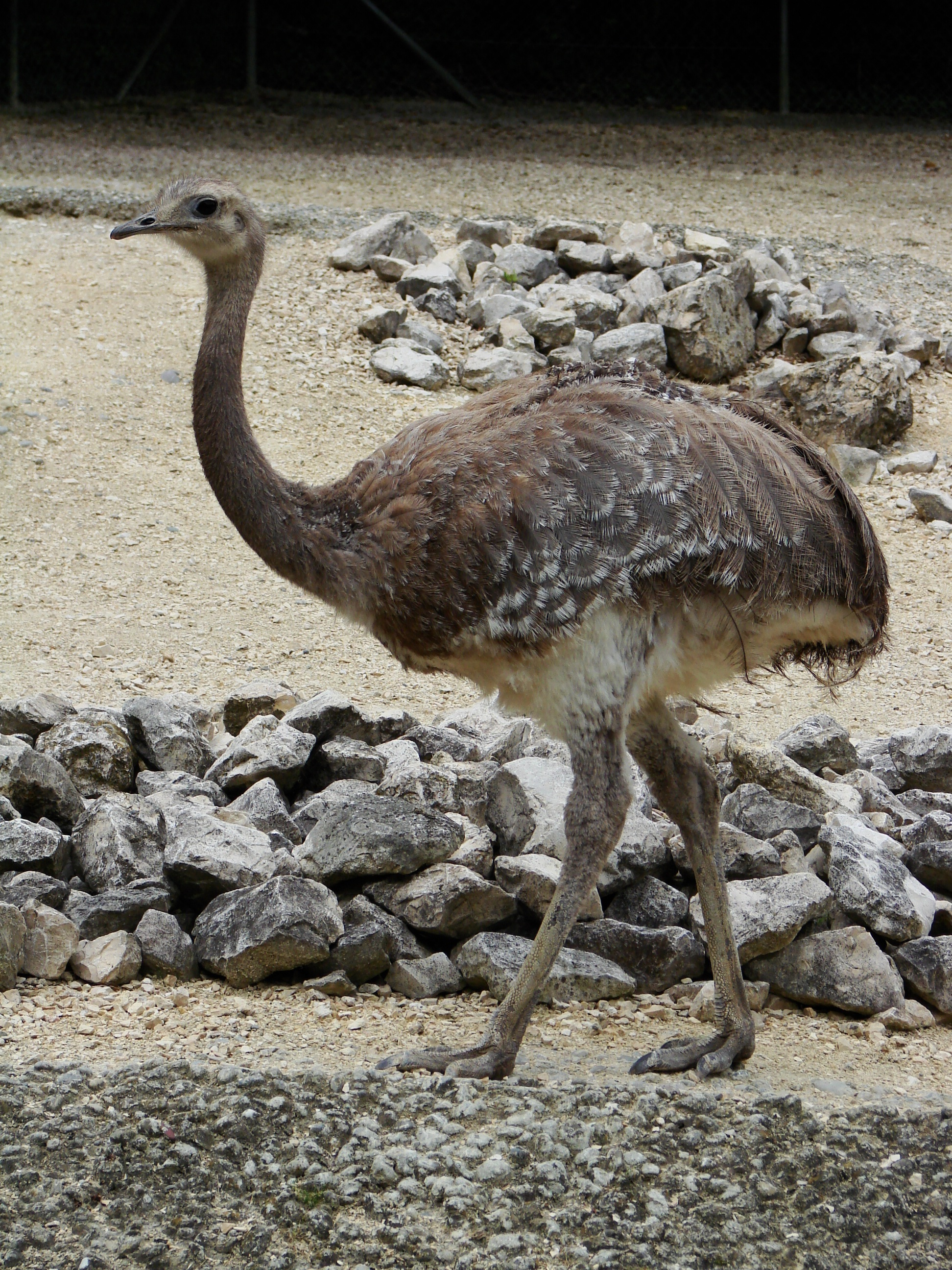
Nyandú de la Patagònia

- Nom científic: Chaetophractus nationi Thomas, 1894[5][6][7]
- Dimensions:	longitud: 40 cm; cua 12 cm

Ambients:
- Àrees altiplanicies i arenals
- Espècie endèmica
- De l'Altiplà Central de Bolívia
- Estat de Conservació: EN PERILL.
- Distribució: a la regió de puna d'Oruro, La Paz, Potosí, Jujuy, Salta i Tucumán
- Amenaces: espècie molt afectada per l'ús de la seva closca per a instruments musicals i taxidèrmies. Oposada en el zoològic d'Oruro

2. Flamenc andí
- Nom científic: Phoenicoparrus andinus[8]
- Dimensions:
- Descripció:
- Hàbitat: llacunes d'alta muntanya en zona de puna
- Estat de Conservació: VULNERABLE
- Distribució: Departaments de Oruro, Potosí i Jujuy
- Amenaces: recol·lecció massiva d'ous per a alimentació
- Caça de colomins per a extracció de plomes i finalitats medicinals. Es troba en el zoològic de Oruro

3. Còndor
- Nom científic: Vultur gryphus[9]
- Dimensions:
- Descripció:
- Hàbitat: serralada andina i oriental, en pics i muntanyes
- Estat de Conservació: VULNERABLE
- Distribució: a La Paz, Oruro, Potosí, Cochabamba, Jujuy, Salta i Tucumán
- Amenaces: espècie afectada per la destrucció del seu hàbitat natural i cacera furtiva. Es troba en el zoològic d'Oruro

4. Vicunya
- Nom científic: Vicugna vicugna[10]
- Dimensions:
- Descripció:
- Hàbitat: pasturatges semiàrids i planícies a elevacions de 3500 a 5750 msnm
- Estat de Conservació: VULNERABLE
- Distribució: a La Paz, Oruro, Potosí, Cochabamba, Jujuy, Salta i Tucumán
- Amenaces: fortament afectada per la cacera furtiva per a l'obtenció de la seva pell i llana.

5. Guineu
- Nom científic: Pseudalopex gymnocercus
- Dimensions:
- Descripció:
- Hàbitat: pasturatges semiàrids i planícies a elevacions de 3500 a 5750 msnm
- Distribució: a La Paz, Oruro, Potosí, Cochabamba, Jujuy, Salta i Tucumán. Es troba en el zoològic de Oruro.

6. Suri
- Nom científic: Pterocnemia pennata
- Dimensions:
- Descripció:
- Hàbitat: zones desèrtiques de puna
- Estat de conservació: EN PERILL
- Distribució: a La Paz, Oruro, Potosí, Jujuy, Salta i Tucumán
- Amenaces: espècie caçada principalment per a la utilització de les seves plomes i recol·lecció d'ous amb finalitats alimentosos. Es troba en el zoològic d'Oruro

7. Llama
- Nom científic: Lama glama Linnaeus
- Dimensions: altura 15 a 19 dm; pes 140 kg
- Descripció: La flama, és un animal sotmès per la mà de l'humà, fa més de 4500 anys que es va domesticar. És domesticable i usada com a animal de càrrega i per a carn. És el menys selectiu en la seva alimentació, pasturant entre prats de palla brava. Es troba en el zoològic de Oruro.

8. Espècie exòtica "burro"
- Nom científic: Equus asinus
- Dimensions:	altura	15 a 19 dm; pes 140 kg
- Descripció: Són equins generalment més petits i amb orelles més llargues que el cavall domèstic. Són mamífers i els utilitzen sovint per a la càrrega. Animal intel·ligent, cautelós, amistós, juganer i interessat a aprendre

9. Sargantana
- Nom científic: Liolaemus molinai
- Dimensions:
- Descripció: Escates dorsals grans, embrincades i carenades. Colorit molt variable, presentant el dors de color marró, grisenc o oliva amb taques o línies entretallades fosques, blanques o grogues. Parts inferiors blanquinoses. Mascle en zel presenta en els costats línies verdoses. Espècie normalment de zones planes, trobant-se en llocs oberts amb algun matoll. Sòls amb vegetació herbàcia esclarissada o sòls pedregosos. També present en zones més àrides. Biologia de reproducció és molt poc coneguda, sabent-se únicament que la posada consta de 3 o 4 ous allargats i que es realitza sobre maig o juny.

10. Arna
- Nom científic: Tineola bisselliella
- Dimensions:	longitud 8 mm, envergadura alar 15 mm
- Descripció: En habitatges humans, estables i magatzems. Rarament nius d'ocells. Les larves consumeixen teixits de seda, llana, pells, cuirs i cereals. Els adults no s'alimenten. Reproducció: posada 50 ous. Incubació entre 1 i 2 setmanes segons la temperatura. Depredats per ocells, granotes i petits mamífers.

11. Ratolí de camp
- Nom científic: Ratolí de bosc
- Dimensions:	longitud 10 a 12 cm, cua de 9 a 12 cm; pes 20 a 35 g
- Descripció: Rosegador de petita grandària, d'hàbits nocturns, cap voluminós, dotada amb uns ulls negres, grans i prominents que sobresurten del rostre. Orelles ben desenvolupades, amb els pavellons auriculars erectes, la seva cua és llarga i poblada de pèl curt. Color marró, amb tonalitats vermelloses, d'aquí que popularment sigui conegut com a ratolí acolorit, tot i que la seva coloració es torna més clara, gairebé blanquinosa, en la zona del pit i part inferior del ventre de l'animal.